# جاكوب بوغداني

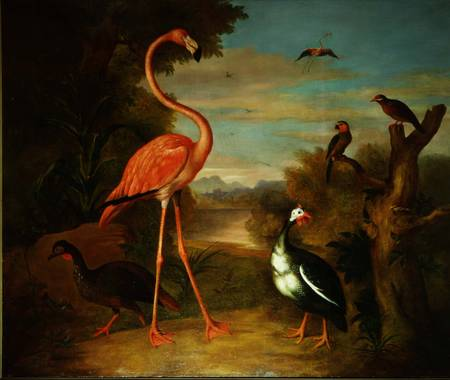
لوحو جاكوب بوغداني المعروفة بالاسم: «Flamingo and Other Birds in a Landscape».

جاكوب بوغداني (بالإنجليزية: Jakob Bogdani)‏؛ (6 مايو 1658 - 11 نوفمبر 1724)، أحيانًا يُهجَّأ اسمه إلى جاكوب وبوگداني «Jacob and Bogdány»، كان فنَّانًا مجريًّا بريطانيًّا، عُرف باهتمامه بفن الطَّبيعة الصامتة ولوحاته الغريبة حول الطُّيور.

### بيانات المراجع المُفصَّلة
- Elphick, Jonathan (2004). Birds:The Art of Ornithology (بالإنجليزية). London: Natural History Museum. p. 24. ISBN:1-902686-66-7.